# Ketelhuis (Utrecht)

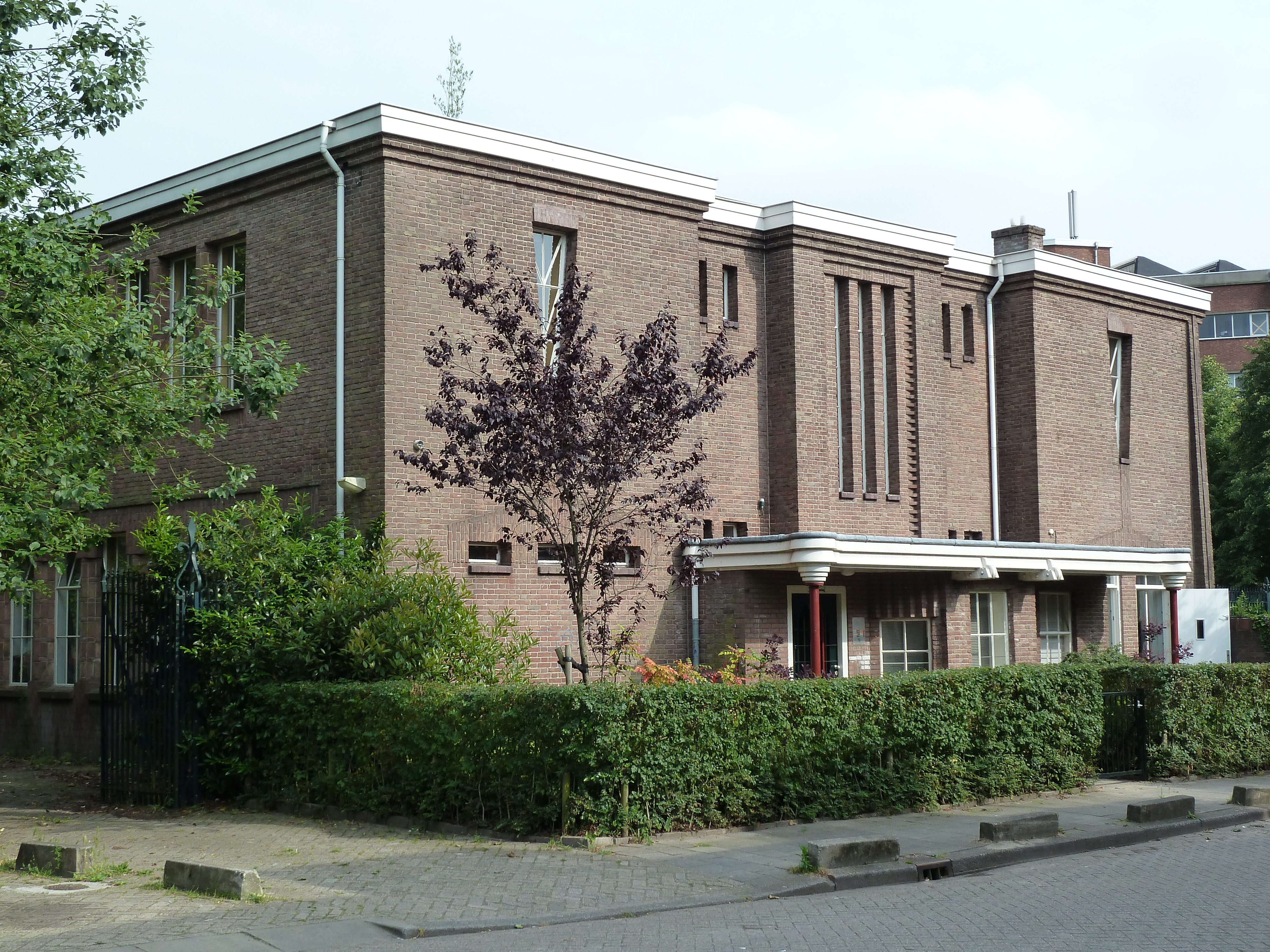
Het Ketelhuis aan de Stieltjesstraat 76

Het Ketelhuis is een gebouw in de Utrechtse Vogelenbuurt op het voormalige Vaaltterrein en een gemeentelijk monument. Het is gebouwd in 1923 naar ontwerp van de stadsarchitect J.I. Planjer in de stijl van de Amsterdamse School met elementen van nieuwe zakelijkheid. Het ging dienen als administratiekantoor van de gemeentereiniging. Later werd het in gebruik genomen door de sociale dienst. In de Tweede Wereldoorlog werd in het gebouw een gaarkeuken ingericht. Na de oorlog was het Ketelhuis in gebruik als jongerencentrum. Na de sluiting daarvan viel het pand ten prooi aan brandstichting en verkrotting. In 1989 werd het gekraakt maar weer verlaten. In 1991 drong GroenLinks bij B&W aan op een spoedige herbestemming. In mei 1993 werd het opnieuw gekraakt en uiterlijk dat jaar kreeg het de status gemeentelijk monument. De gemeente verkocht het pand voor een symbolisch bedrag aan een stichting die er een bedrijfsverzamelgebouw van maakte met de naam De Voorziening.

## Bijbehorende gebouwen
Het Ketelhuis en de er tegenoverliggende bebouwing zijn de enige gebouwen van het Vaaltterrein die zijn bewaard gebleven. Het er recht tegenoverstaande pand werd in 1924 gewijzigd in Amsterdamse Schoolstijl en ging dienstdoen als opzichterswoning en schaftlokaal. Later werd daarachter de Vogelenburcht gebouwd. Naast de bedrijfswoning staat een pakhuis uit 1880. In 1999 werden nieuwbouwplannen gepresenteerd en voor beide gebouwen werd een sloopvergunning afgegeven. In een poging de sloop te voorkomen werd het pakhuis op 6 maart 2011 gekraakt. Ook de Vereniging Oud-Utrecht, Stichting voor het INdustrieel Erfgoed provincie Utrecht (USINE), GroenLinks en de Socialistische Partij drongen aan op behoud. In juni 2012 besloten B&W dat de nieuwbouw niet doorgaat en de panden verkocht zullen worden.